# Costa (Conegliano)
Costa è una località (non è considerata frazione) del comune di Conegliano, in provincia di Treviso. Situata sulle colline a Nord del capoluogo comunale, dista da questo circa 1 km ed è divisa tra Costa Alta e Costa Bassa.

## Monumenti e luoghi d'interesse

### Chiesa di San Silvestro Papa
La chiesa di San Silvestro Papa è un edificio di antiche origini, anteriore alla metà del XV secolo e parrocchiale dal 1506. Fu più volte rimaneggiata: l'ultima consacrazione avvenne nel 1853 ad opera del vescovo Manfredo Giovanni Battista Bellati; in seguito vennero aggiunte le due piccole navate laterali. Conserva notevoli opere d'arte, molte provenienti dal convento dei Cappuccini di Conegliano, soppresso a fine Ottocento.

### Villa Canello
Villa veneta settecentesca situata alle spalle del Castello di Conegliano, Villa Canello segna l'estremità sud del territorio della località Costa Alta.